# Music in Motion (Gold Edition)
Music in Motion (Gold Edition) è l'album in studio della cantante svedese Amy Diamond, pubblicato dalla Bonnier Amigo Music Group nel 2008, versione Gold Edition dell'album del 2007.

## Tracce
1. Thank You – 3:00
2. Stay My Baby – 3:05
3. Look The Other Way – 3:11
4. Is It Love – 3:05
5. We're In This Together – 3:47
6. Graduation Song – 3:24
7. Looks Like We Made It – 3:46
8. Speed Of Light – 3:28
9. We Could Learn A Lot – 4:07
10. Takes One To Know One – 3:51
11. Domino – 3:10
12. Sleepy Sunday – 3:48
13. So 16 – 3:48
14. Yellow Shirt – 3:25
15. Karaoke: Thank You – 3:00
16. Karaoke: Stay My Baby – 3:05
17. Karaoke Amy's Fave Pick: Speed Of Light – 3:28
18. Stay My baby (video) – 3:05